# Isser Harel
Isser Harel (en hebreu: אִיסֵר הַרְאֵל), de vegades transcrit Iser Har'el (Rússia, 1912 - Israel, 18 de febrer de 2003), fou un empresari i militar israelià, essent el primer director del servei d'espionatge exterior israelià: el Mossad. El seu nom rus originari era Isser Halperin (Иссер Гальперин).
Va arribar a Palestina el 1930 com a immigrant rus i es va instal·lar a un quibuts. Anys més tard fundaria la seva pròpia companyia de taronges. No obstant això serà sempre recordat en el món de la intel·ligència com al millor i més eficaç director del Mossad.
En la dècada dels anys 40, Harel es va allistar a la Haganà i en les forces auxiliars britàniques per a lluitar contra els nazis. Va dirigir la branca d'intel·ligència de la Haganà el 1942. Serien Harel i els seus homes els quals enfonsarien el vaixell de l'Irgun, l'"Altalena", per ordre de David Ben-Gurion. Harel va pujar ràpidament entre les files de l'elit israeliana, convertint-se en última instància en el primer cap del Xin Bet, el servei de seguretat intern d'Israel, que hauria de convertir-se en el Xavak. Director del Mossad des de 1952, va dirigir ambdós serveis d'intel·ligència, el Xin Bet i el Mossad. Harel va dur a terme una àmplia cooperació amb l'CIA.
El Mossad col·labora amb els Estats Units en la recol·lecció d'informació sobre la Unió Soviètica i el KGB. Isser Harel va crear l'anomenada xarxa «Trident» per la qual Israel, Iran i Turquia recollien informació d'intel·ligència sobre el govern egipci. Durant el seu mandat com cap del Mossad, va dirigir diverses operacions famoses. Una d'elles va ser l'Operació Garibaldi, que va consistir en la captura el 1960 d'Adolf Eichmann, un dels majors criminals de guerra nazis i un dels arquitectes de la «Solució Final» a la "qüestió jueva". El 1962, Harel va descobrir que els alemanys assessoraven els egipcis en tecnologia de míssils. Segons alguns experts, la tecnologia era infinitament inferior a la d'Israel i, per tant, no suposava una amenaça a la seva seguretat; no obstant això, Harel va decidir intimidar Alemanya. Això va enfellonir a Ben-Gurion. Com a resultat de les seves diferències irreconciliables amb el Primer Ministre, Harel va dimitir del Mossad el 1963.
Després d'una gran carrera en el món de l'espionatge i la intel·ligència, Harel es va dedicar a escriure. El seu llibre més famós és «La casa del carrer Garibaldi» (1975), en el qual relata la captura d'Adolf Eichmann. Isser Harel va morir a Israel als 91 anys.